# أولاد مطاع (قبيلة)
أولاد مطاع هي قبيلة مغربية جنوب مراكش. نزح أولاد مطاع من الجنوب ضمن جيش أهل سوس الذي كان إحدى فرق جيش السعديين في زمن السلطان أحمد المنصور الذهبي.